# Négyzetláb
A négyzetláb vagy négyszögláb föld-, illetve terület-mértékegység. Németül Quadratfuss.

## Története
Magyar mértékként osztrák előzménnyel indult a 17. században. Hosszmértékből (láb) szabályosan, hatványozással kialakított területmérték. A 18. század során országos mértékké vált, de leginkább műszaki gyakorlatban alkalmazták.

## Alegységei
- bánya négyszögláb
- bécsi négyszögláb (144 bécsi négyszöghüvelyk = 0,099907 m²)
- budai négyszögláb
- erdélyi négyszögláb
- erődítmény négyszögláb
- királyi négyszögláb
- mérnöki négyszögláb
- pozsonyi négyszögláb